# Rayman (personaggio)
Rayman è il protagonista dell'omonima serie di videogiochi. È stato originariamente creato dallo sviluppatore di videogiochi francese Michel Ancel. Il personaggio ha fatto il suo debutto nel gioco originale Rayman, pubblicato da Ubisoft nel 1995. Con la sua mancanza di arti e capelli che fungono da elicottero, Rayman è diventato un personaggio popolare e riconoscibile dei videogiochi, e la serie ha continuato a crescere e svilupparsi su numerose piattaforme negli anni a venire.

## Creazione
Rayman venne creato da Michel Ancel quando questi stava lavorando al suo primo videogioco per Ubisoft. L'aspetto originale prevedeva un grosso naso e degli occhi tondi realizzati con semplici forme geometriche. Come Ancel affermò in un'intervista del 2011: "era piuttosto semplice, ma divertente allo stesso tempo".

## Storia
La storia di Rayman rimane tuttora avvolta dal mistero: non si sa chi sia, da dove venga e dove sia nato. Dai videogiochi sono tratte varie fonti che possano colmare queste lacune, ma alcune sono in netto contrasto fra di loro:

### Rayman
Nella trama iniziale della versione per Atari Jaguar si racconta che in origine Rayman era un ragazzo di nome Jimmy che un giorno, mentre stava giocando alla sua console, venne rapito da uno dei personaggi della stessa e portato in un mondo fantastico chiamato Hereitscool per combattere il male che lo stava distruggendo. Questa idea fu tuttavia abbandonata subito dopo il rilascio del gioco.

### Rayman 2: The Great Escape
Nel manuale di Rayman 2 si narra che Rayman sia stato trovato da dei pescatori sulle rive del mare di Lum e abbia subito guadagnato la fiducia del popolo della Radura dei Sogni. Dopo poi aver raccolto tutti i mille Lum nel gioco, al giocatore viene svelato che il protagonista è l'unico essere presente nella Radura a non essere generato da Polokus, e che quindi le sue origini e l'identità sono un mistero. Un'ipotesi fantasiosa (fatta nel gioco) afferma che egli potrebbe essere un "prescelto", ovvero selezionato da tutti gli dei di tutti i mondi come "guerriero del bene", destinato a combattere contro il male.

### Rayman Origins
Il trailer di lancio di Rayman Origins mostra Betilla la Fata che nella foresta primordiale, in una notte di luna piena, crea Rayman con un incantesimo e gli affida il compito di proteggere la Radura dei Sogni dalle forze oscure. Nelle istruzioni di gioco però c'è scritto che egli sia stato il risultato dell'unione di alcuni Lum abbandonati da delle ninfe perché distratte da dei "polli zombie".

## Descrizione
Rayman si presenta come una creatura antropomorfa senza arti ma con solo mani e piedi distaccati dal corpo. Ha un grosso naso tondo e dei capelli biondi divisi in due ciuffi(nel primo gioco tre). Indossa spesso un completo di colore viola scuro con sopra un foulard rosso,guanti bianchi e scarpe da ginnastica gialle e bianche. Al centro del completo è disegnato un cerchio bianco. La sua specie è sconosciuta anche se nel primo gioco compaiono molti membri della sua stessa stirpe.
Come già accennato Rayman non possiede arti ma soltanto mani, piedi e testa distaccati dal corpo e galleggianti a mezz'aria disponendosi come se fossero attaccati. Ciò gli permette di sferrare pugni anche da grandi distanze senza alcuna difficoltà.
In Rayman 3: Hoodlum Havoc il protagonista ha avuto un nuovo design. Il suo taglio di capelli è infatti più disordinato, i lineamenti della sua faccia sono più squadrati, il suo completo risulta più rettangolare e invece del classico foulard indossa un cappuccio.
Anche le sue scarpe sono state cambiate aggiungendo delle macchie rosse su entrambi i lati. Questo design è stato utilizzato anche in Rayman Origins e Rayman Legends, con alcune modifiche sulle scarpe e sul cappuccio, e anche nel terzo DLC di Mario + Rabbids Sparks of Hope

## Abilità
Le abilità di Rayman consistono nel lanciare pugni ai suoi nemici e volare utilizzando i capelli come pale di un elicottero. Esistono tuttavia altre capacità di lotta, come quella sviluppata solo in Rayman 2: The Great Escape che consente di lanciare sfere di energia. In Rayman 3: Hoodlum Havoc gli attacchi possono essere potenziati tramite l'ausilio di "detersivi laser". Sempre nel medesimo gioco Rayman può anche fare uso del "potere del Leptys" per trasformare in Lum Neri i Lum Rossi (anche se tale "potere" risulta per lo più un riferimento alla smorfia del primo gioco)

## Alleati
Rayman per portare a compimento le sue missioni si serve di numerosi alleati, come il Mago, Tarayzan, il Musicista, Joe l'extra-terrestre, Bzzit e Betilla la Fata (apparsi in Rayman) e Globox, Murfy, Polokus, i Teensies e la fata Ly (apparsi per la prima volta in Rayman 2: The Great Escape).

## Riconoscimenti
Nel 1995, ai Nintendo Power award, Rayman vinse il premio come "Miglior nuovo personaggio".